# Linnaemya saga
Linnaemya saga là một loài ruồi trong họ Tachinidae.